# Marchreisenspitze
La Marchreisenspitze est une montagne culminant à 2 620 m d'altitude dans les Alpes de Stubai.

## Géographie
La Malgrubenspitze, l'Ampferstein et la Marchreisenspitze constituent l'ensemble de trois montagnes visible depuis Axamer Lizum, au fond de la vallée de l'Inn.
La Marchreisenspitze  se situe dans le chaînon du Kalkkögel.

## Ascension
La voie la plus facile est le Lustige-Bergler-Steig, une via ferrata peu difficile, qui part de Halsl, passe par la Marchreisenspitze et rejoint l'Ampferstein. De l'Ampferstein on monte d'abord vers le sud en direction de la Kehlbachlspitze, avant que la piste mène au flanc sud de la Marchreisenspitze.
Une autre voie est le Gsallerweg par le flanc sud-ouest.
Il existe des variantes comme le chemin d'éboulis ou par le sud vers Schlick.